# HIP 78530
HIP 78530 é uma estrela na constelação de Scorpius. Tem uma magnitude aparente visual de 7,19, podendo ser fraca demais para ser visível a olho nu. Com base em medições de paralaxe pelo satélite Gaia, está localizada a aproximadamente 440 anos-luz (135 parsecs) da Terra. Esta é uma estrela massiva e quente de classe B, pertencente ao subgrupo Scorpius Superior da associação Scorpius–Centaurus, a associação OB mais próxima do Sol. Em 2011, um objeto sub-estelar que provavelmente é uma anã marrom foi descoberto a uma separação de 700 UA da estrela.

## Características estelares
HIP 78530 é uma estrela de classe B da sequência principal com um tipo espectral de B9V, o que indica que é uma estrela quente e luminosa que gera energia pela fusão de hidrogênio no núcleo. Possui uma massa estimada de 2,5 vezes a massa solar e um raio de 2,6 vezes o raio solar. Está irradiando energia de sua fotosfera com 40 vezes a luminosidade solar a uma temperatura efetiva de 10 500 K, dando à estrela a coloração azul-branca de estrelas de classe B. Como é típico dessas estrelas, HIP 78530 está girando rapidamente com uma velocidade de rotação projetada (v sin i) de 180 km/s.
Com base em seu movimento próprio e distância, medida diretamente pela sonda Hipparcos, HIP 78530 é um membro confirmado do subgrupo Scorpius Superior da associação Scorpius–Centaurus, a associação OB mais próxima do Sol. Essa é uma associação de estrelas com origem e movimento pelo espaço comuns. A idade do subgrupo Scorpius Superior foi inicialmente estimada em 5 milhões de anos, mas um artigo recente de 2012 trouxe uma revisão desse valor para 11 milhões de anos, que é portanto considerada a idade de HIP 78530.

## Objeto sub-estelar
Estrelas jovens em associações como a Scorpius Superior são alvos atraentes para buscas por objetos sub-estelares por imagens diretas, pois esses objetos perdem luminosidade com o passar do tempo. A primeira detecção de um objeto próximo no céu a HIP 78530 aconteceu em 2000 e 2001, pelo instrumento ADONIS no Telescópio de 3,6 m do ESO, que detectou um objeto a uma separação de 4,54 segundos de arco e ângulo de posição de 139,7°. Nos artigos de publicação desses dados, em 2005 e 2007, os autores da pesquisa não puderam concluir se o objeto estava fisicamente associado à estrela, e a hipótese de que ele era apenas uma estrela de fundo foi considerada mais provável.
Uma pesquisa independente em busca de novos objetos sub-estelares e estelares em Scorpius Superior selecionou uma amostra aleatória de 91 estrelas da associação para serem observadas pelos instrumentos de óptica adaptativa NIRI e ALTAIR no Telescópio Gemini Norte, entre as quais HIP 78530. O primeiro conjunto de imagens da estrela, obtido em maio de 2008, revelaram a presença de um objeto próximo da estrela consistente com o relatado anteriormente, indicando que ele poderia ser um corpo relacionado fisicamente. Observações adicionais obtidas em julho de 2009 e agosto de 2010 mostraram o objeto na mesma posição em relação à primária e praticamente confirmaram movimento próprio comum. Observações espectroscópicas com o instrumento NIFS do Telescópio Gemini Norte confirmaram que o objeto é jovem e possui uma baixa gravidade superficial.
A descoberta do objeto companheiro de HIP 78530, que foi designado HIP 78530 B, foi publicada em 2011. Com os dados fotométricos e espectroscópicos obtidos, foi determinado que o objeto tem uma temperatura efetiva de 2 800 K e um tipo espectral de M8. A partir da luminosidade do objeto e da idade da associação Scorpius Superior, uma massa de 19 a 26 vezes a massa de Júpiter foi estimada, indicando que HIP 78530 B provavelmente é uma anã marrom de baixa massa. A separação angular do sistema, de 4,5 segundos de arco, indica que a anã marrom está separada da estrela primária por cerca de 700 UA, correspondendo a um período orbital estimado de 12 mil anos. Conforme esperado, os dados de posição e separação do objeto não apresentam evidências de movimento orbital.
Um artigo de 2013, baseando-se nos índices de cor de HIP 78530 B, sugeriu que o objeto pode ser bem mais quente do que estimado antes, com uma temperatura efetiva de 3 300 K, sendo na verdade uma estrela anã vermelha de tipo espectral M3 com uma massa de 0,2-0,4 massas solares. Esse resultado é inconsistente com as medições mais recentes do espectro do objeto, que encontraram uma temperatura efetiva de 2700 K e um tipo espectral de M7, características similares às do artigo da descoberta original do objeto.
Entre sistemas de alta separação conhecidos, o sistema HIP 78530 possui uma das menores razões de massa entre seus componentes (0,009), o que torna sua formação incerta. É considerado improvável que HIP 78530 B tenha se formado da mesma maneira que um planeta, ou seja, pelo colapso gravitacional do disco protoplanetário ou pelo mecanismo de acreção de um núcleo rochoso. No entanto, é possível que o objeto tenha se formado próximo da estrela e então migrou para sua posição atual por interação com outros corpos no sistema. Alternativamente, ele pode ter se formado como uma estrela, pela fragmentação de um núcleo pré-estelar.
A alta separação do sistema HIP 78530 indica que ele está sujeito a perturbações por estrelas passantes, o que poderia ocasionar a ruptura do sistema em algum ponto no futuro. Em observações de 91 estrelas da associação Scorpius Superior, foram encontrados objetos sub-estelares ao redor de duas estrelas, HIP 78530 e 1RXS J160929.1−210524, o que permitiu estimar que, nessa associação, a taxa de ocorrência de objetos de baixa massa a separações de centenas de unidades astronômicas é de 2,2+5,5
−1,9%. Esse é apenas um limite inferior, já que a sensibilidade da pesquisa diminui para massas baixas. A comparação dessa taxa com a de estrelas mais velhas pode revelar se uma fração significativa dos sistemas são rompidos com o passar do tempo.
| Idade (106 anos) | Massa (MJ) | Temperatura efetiva (K) | Tipo espectral | Ref.   |
| ---------------- | ---------- | ----------------------- | -------------- | ------ |
| 5                | 23 ± 4     | 2800 ± 200              | M8 ± 1         | [ 5 ]  |
| 11 ± 2           | 30+17 −8   |                         |                | [ 4 ]  |
|                  | >75        | 3300–3400               | M3 ± 2         | [ 13 ] |
| 5                | 23,0 ± 1,0 | 2700 ± 100              | M7 ± 0.5       | [ 8 ]  |
| 10               | 24,1 ± 1,0 | 2700 ± 100              | M7 ± 0.5       | [ 8 ]  |